# María Isabel Huitrón

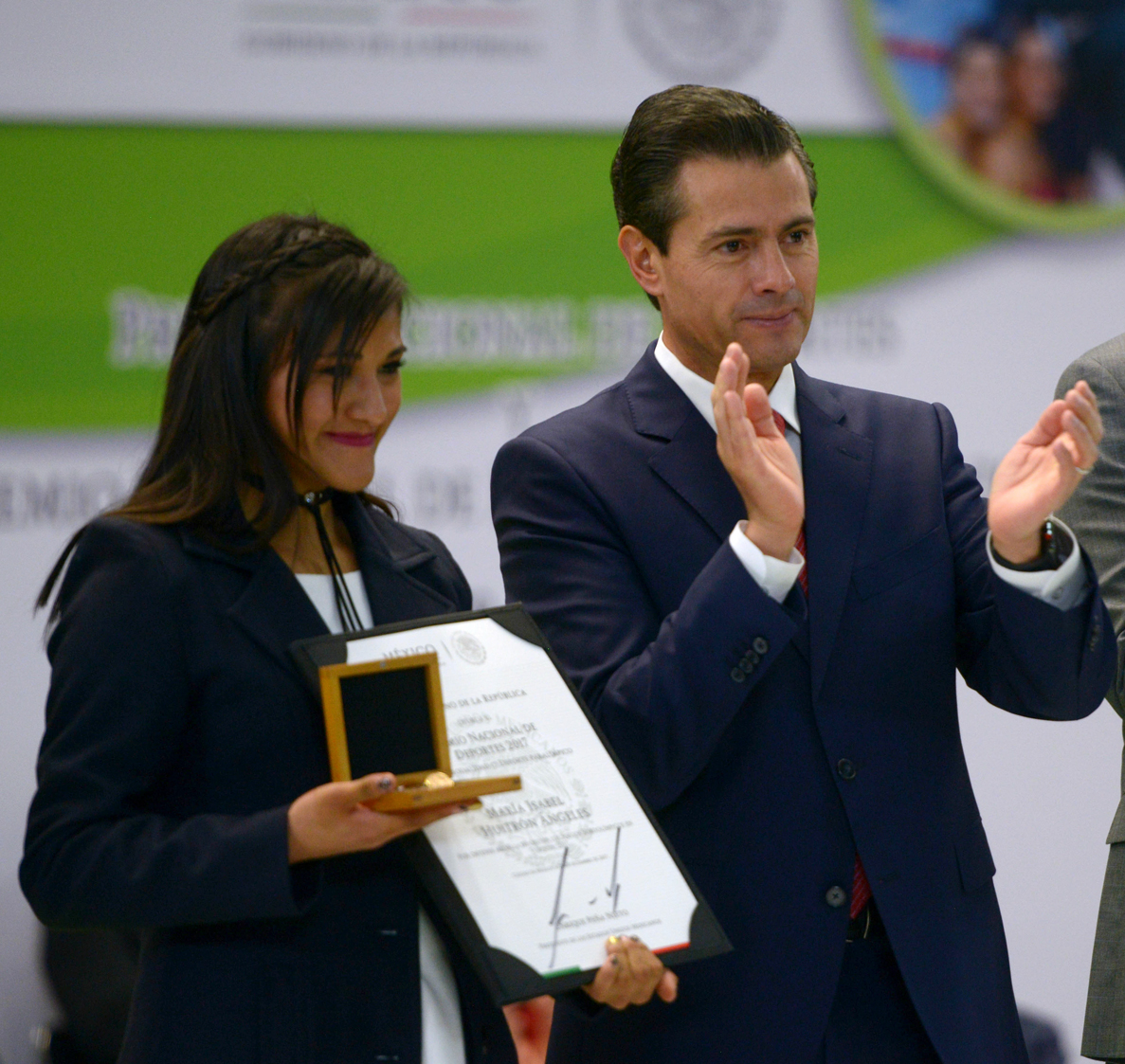
María Isabel Huitrón recibe el Premio Nacional de Deportes 2017 de manos del presidente Enrique Peña Nieto.

María Isabel Huitrón Ángeles (Mineral de la Reforma, Hidalgo,1995) es una judoca mexicana. Es la primera atleta de su país en ganar una medalla de oro en unas Sordolimpiadas.

## Trayectoria deportiva
Comenzó a practicar judo a los nueve años como forma de defensa personal, y debido a que comenzó a destacar en distintas competencias internacionales, logró entrar al Centro Nacional de Alto Rendimiento de México y a la Comisión Nacional del Deporte.
Huitrón participó en la Olimpiada y Paralimpiada Nacional 2014, en la cual ganó medalla de bronce en la categoría femenil júnior de hasta 44 kilogramos. Para 2017, participó en las XXIII Sordolimpiadas realizadas en la ciudad de Samsun, Turquía, donde Huitrón venció a rivales de Rusia, Turquía y Ucrania, las cuales habían dominado las últimas cuatro justas sordolímpicas en las categorías de menos de 48 kilogramos en sordos y -44 en convencional. Con esta victoria, Huitrón se convirtió en la primera mexicana en ganar una medalla de oro en unas Sordolimpiadas.
Padece hipoacusia bilateral severa.